# Bataille de Lyssytchansk
Ne doit pas être confondu avec bataille pour Sievierodonetsk, Lyssytchansk et Roubijné.
Invasion de l'Ukraine par la Russie de 2022
Guerre du Donbass
Batailles
Offensive de Kiev (Jytomyr, Kiev) : 
- 1re Hostomel
- Tchernobyl
- Ivankiv
- Kiev
- 2e Hostomel
- Vassylkiv
- Boutcha
- Irpin
  - Bombardement de réfugiés
- Jytomyr
- Mochtchoun
- Makariv
- Brovary

Offensive du Nord (Tchernihiv, Soumy) :
- Hloukhiv
- Slavoutytch
- Bombardements
- Soumy
- Trostianets
- Tchernihiv
- Okhtyrka
- Lebedyn
- Konotop
- Romny
- Desna
- Escarmouches frontalières

Russie  (Briansk, Belgorod) :
- Incursions en Russie occidentale
  - Oblast de Briansk
  - Oblasts de Belgorod et de Koursk
    - Incursions de 2024

  - Bombardement de Belgorod
- Oblast de Koursk (août 2024)

Campagne de l'Est (Donetsk, Louhansk, Kharkiv)
Kharkiv :
- 1re Kharkiv
  - Tchouhouïv
  - Bombardements : en février
  - en mars
  - en avril
  - du bâtiment administratif
- Izioum
- 2e Kharkiv
  - Balaklia
  - 1re Koupiansk
  - Chevtchenkove
- 3e Kharkiv

Nord du Donbass:
- Starobilsk
- Sloviansk
  - Dovhenke
  - 1re Lyman
  - Sviatohirsk
  - Bohorodychne et Krasnopillia
  - Bombardements : Bilohorivka
  - Kramatorsk
- Sievierodonetsk
  - Kreminna
  - Donets
  - Roubijné
  - Popasna
  - Tochkivka
  - Massacre
- Lyssytchansk
- 2e Kharkiv
  - Balaklia
  - 1re Koupiansk
  - Chevtchenkove
  - 2e Lyman
- Oblast de Louhansk
  - Ligne Svatove-Kreminna
  - Serebryansky
  - 2e Koupiansk

 Centre du Donbass:
- Horlivka
- Popasna
- Svitlodarsk
- Bakhmout
  - Soledar
- Siversk
- Tchassiv Iar
- Toretsk

Sud du Donbass :
- Volnovakha
- Marioupol
  - Bombardements : de l'hôpital
  - du théâtre
  - de l'école d'art
- Pisky
- Vouhledar
  - Pavlivka
- Marïnka
- Contre-offensive de 2023
- Avdiïvka
- Novomykhaïlivka
- Pokrovsk
  - Krasnohorivka
  - Toretsk
- Bombardements :
- Makiïvka
- Donetsk

Campagne du Sud (Mykolaïv, Kherson, Zaporijjia)
- 1re Kherson
- Odessa
- Melitopol
- Mykolaïv
  - Bombardements : à fragmentation
  - du bâtiment administratif
- 1re Berdiansk
- Zaporijjia
- Tchornobaïvka
- Enerhodar
- Voznessensk
- Houliaïpole
- Davydiv Brid
- 2e Berdiansk
- Nova Kakhovka
- 2e Kherson
  - Doudtchany
- Dniepr
- Tchoulakivka
- Contre-offensive de 2023
  - Robotyne

Frappes aériennes dans l'Ouest et le Centre de l'Ukraine
- Lviv (02/2022)
- Vinnytsia (03/2022)
- Yavoriv (03/2022)
- Deliatyne (03/2022)
- Dnipro

Guerre navale
- Île des Serpents (02/2022)
- Moskva (04/2022)

Attaques en Crimée
- Novofedorivka (08/2022)
- Djankoï (08/2022)
- Pont de Crimée (10/2022)
- Base navale de Sébastopol (10/2022)
- Pont de Crimée (07/2023)
- Base navale de Sébastopol (09/2023)

Débordement
- Aéroport de Millerovo
- Sabotages en Russie
- Attaques en Transnistrie
- Sabotage des gazoducs Nord Stream
- Terrain d'entraînement militaire de Soloti
- Explosions en Pologne
- Bases aériennes de Dyagilevo et Engels-2
- Base aérienne de Minsk-Matchoulichtchi
- Crise russo-moldave de 2023
  - Accusations de tentative de coup d'État en Moldavie
- Incident de drone de 2023 en mer Noire
- Rébellion du groupe Wagner

Massacres
- Tchernihiv
- Boutcha
- Borodianka
- Olenivka
- Izioum

La bataille de Lyssytchansk débute le 25 juin 2022 à la suite de la prise de Sievierodonetsk par l'armée russe et se termine le 3 juillet 2022 après le retrait des forces ukrainiennes, dans le cadre de l'invasion de l'Ukraine par la Russie et de l'offensive du Donbass. L'objectif est le contrôle de la ville de Lyssytchansk.

## Contexte
Le 25 juin 2022, la ville de Sievierodonetsk est prise par les forces russes lors de l'invasion de l'Ukraine par la Russie. Pendant cette bataille, les Russes détruisent les ponts reliant Sievierodonetsk à Lyssytchansk permettant ainsi aux Ukrainiens d'avoir de meilleures positions défensives sur les hauteurs de Lyssytchansk.
La ville de Lyssytchansk se trouve sur une colline d'environ 150 m à 200 m de hauteur et elle surplombe toute la zone, une attaque depuis Sieverodonetsk est donc impossible sans engendrer des pertes catastrophiques pour l'attaquant.
La bataille de Sieverodonetsk se termine par le repli des forces ukrainiennes en direction de Lyssytchansk, en traversant le Donets, car les troupes ukrainiennes risquent de se faire encercler et capturer par les Russes comme c'est le cas lors des batailles pour le contrôle des villes de Hirske et de Zolote qui sont encerclées à la suite de la prise de Tochkivka et qui permettent aux Russes d'avancer dans le sud et de menacer la ville de Lyssytchansk,.
En effet, ces trois villes représentent une ligne de défense très solide pour l'Ukraine et toute la zone entre Hirske et le Donets est une grande plaine avec peu de milieux urbains et de défenses naturelles.
Après le repli, la bataille de Lyssytchansk commence ; les forces russes sont sous le commandement de Alexandre Lapine, commandant du district militaire central, Sergueï Sourovikine, général des forces aérospatiales russes et commandant du district militaire sud et le major général Esedoulla Abachev, commandant adjoint de la 8e armée,.

## Bataille

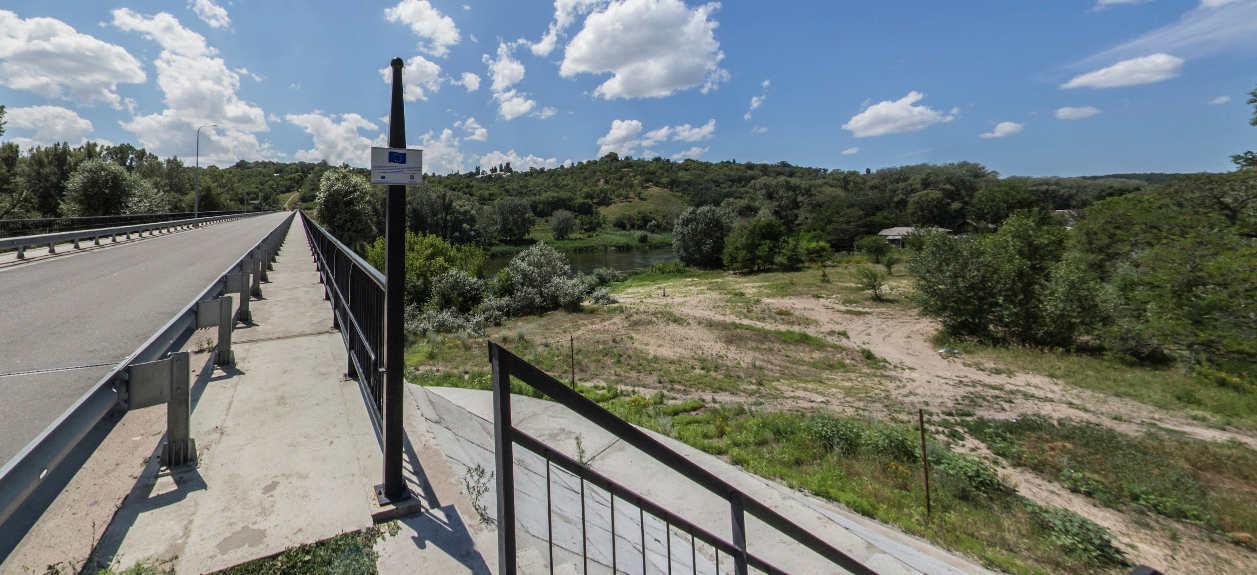
Colline de Lyssytchansk près du pont de Pavlograd.

Les combats pour la ville de Lyssytchansk dans l'oblast de Louhansk, commencent le 25 juin 2022. Les troupes de la république populaire de Lougansk et des forces armées de la fédération de Russie avancent après la prise de la ville de Sievierodonetsk et le repli des forces ukrainiennes menacées d'encerclement. La ville subit depuis le début de l'invasion de l'Ukraine par la Russie des bombardements,,,,.
Entre le 29 et le 30 juin, des combats ont lieu dans la raffinerie de Lyssytchansk à 5 km au sud de la ville,,,. Des combats sont également rapportés dans la banlieue sud de la ville et les Russes revendiquent la prise de Pryvillia au nord le 30 juin. Les Ukrainiens installent deux positions fortifiées au sud dans l'usine de gélatine TDV et dans la raffinerie de Verkhn'okam'yanka. Les Russes s'emparent de la majorité de la raffinerie et de violents combats prennent place dans l'usine de gélatine,. La chute de ces bastions ainsi que la perte de la partie nord de la ville mettent les Ukrainiens dans une situation extrêmement précaire qui rend l’encerclement de la ville inévitable.
Le 2 juillet 2022, les forces prorusses affirment avoir encerclé la ville alors que les autorités ukrainiennes démentent cette information,,.
Le 3 juillet, les Russes annoncent avoir conquis les localités de Novdruzehesk et de Zolotarivka, encerclé Lyssytchansk et peut-être pris Lyssytchansk le 2 juillet, sans combat, car l'armée ukrainienne aurait quitté la zone. Ces informations ne sont pas confirmées par l'Ukraine. L'ISW annonce que les Ukrainiens se sont retirés de la ville délibérément, laissant le contrôle de celle-ci aux Russes le 2 juillet.
Les autorités ukrainiennes ainsi que le Président Zelensky annoncent le retrait de Lyssytchansk le 3 juillet mais promettent que l'Ukraine reviendra dans cette région à long terme avec l'aide occidentale et grâce aux tactiques employées par l'armée,.
Des poches de résistances de partisans ukrainiens subsistent dans la ville après la prise de celle-ci et sont réprimés par les forces d'occupation russes.

## Conséquences

### Réduction du front

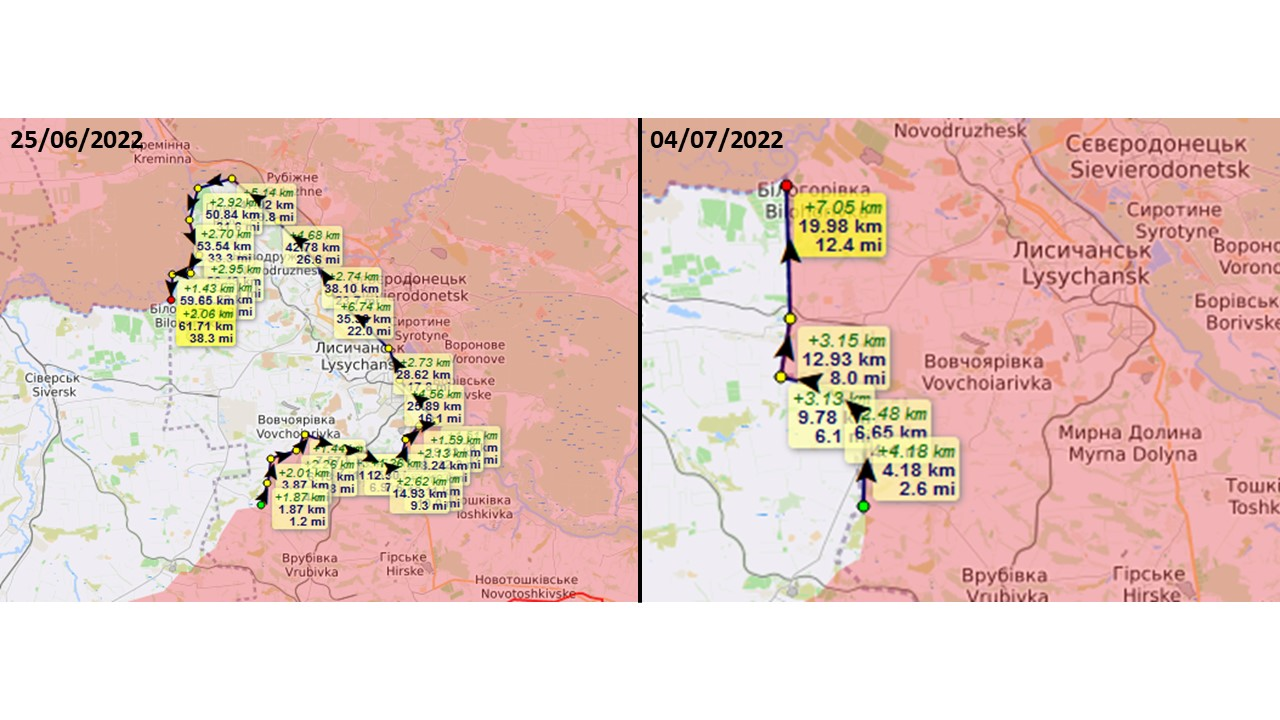
Longueur du front 25-06 et 04/07

Au début de la bataille du 25 juin, la ligne de front entre Mykolaïvka et Bilohorivka est d'environ 60 km. À la fin de la bataille, le 4 juillet, le front entre Mykolaïvka et Bilohorivka n'est plus que de 20 km. Le 25 juin, cette carte est publiée en sources ouvertes. Cette carte représente la répartition des groupes tactiques de bataillon (BTG) russes sur le territoire ukrainien. Elle indique que les Russes ont concentré 34 BTG sur 110 existants dans la région de Lyssytchansk. Avant la bataille, un BTG doit occuper 1,8 km de terrain pour couvrir tout le front de cette zone. Après la bataille, il doit occuper 600 m de terrain pour couvrir tout le front. Cette victoire permet donc aux Russes de redéployer un certain nombre de BTG sur d'autres zones de combat.

### Capture de l'oblast de Louhansk
Lyssytchansk est la dernière ville importante de l'oblast de Louhansk. À la suite de cette victoire, la Russie remplit un de ses objectifs stratégiques puisqu'elle contrôle désormais entièrement l'oblast, revendiqué par les forces séparatistes du Donbass, et prétend l'avoir libéré.
Quelques localités restent toutefois à conquérir par la Russie pour contrôler la totalité de la surface de l'oblast.

### Pertes ukrainiennes

#### Selon la Russie
Le 4 juillet, Sergueï Choïgou annonce les pertes ukrainiennes durant la bataille de Lyssytchansk en incluant également celles liées aux encerclements d'Hirske et Zolote,: 
- 5 469 soldats
  - 2 218 morts
  - 3 251 blessés
- 196 tanks et véhicules blindés 
  - 39 tanks et véhicules blindés abandonnés à Lyssytchansk
- 65 drones
  - 3 drones abandonnés à Lyssytchansk
- 12 avions
- 1 hélicoptère
- 166 systèmes d'artillerie
  - 11 systèmes d'artillerie abandonnés à Lyssytchansk
- 215 véhicules divers

#### Selon l'Ukraine

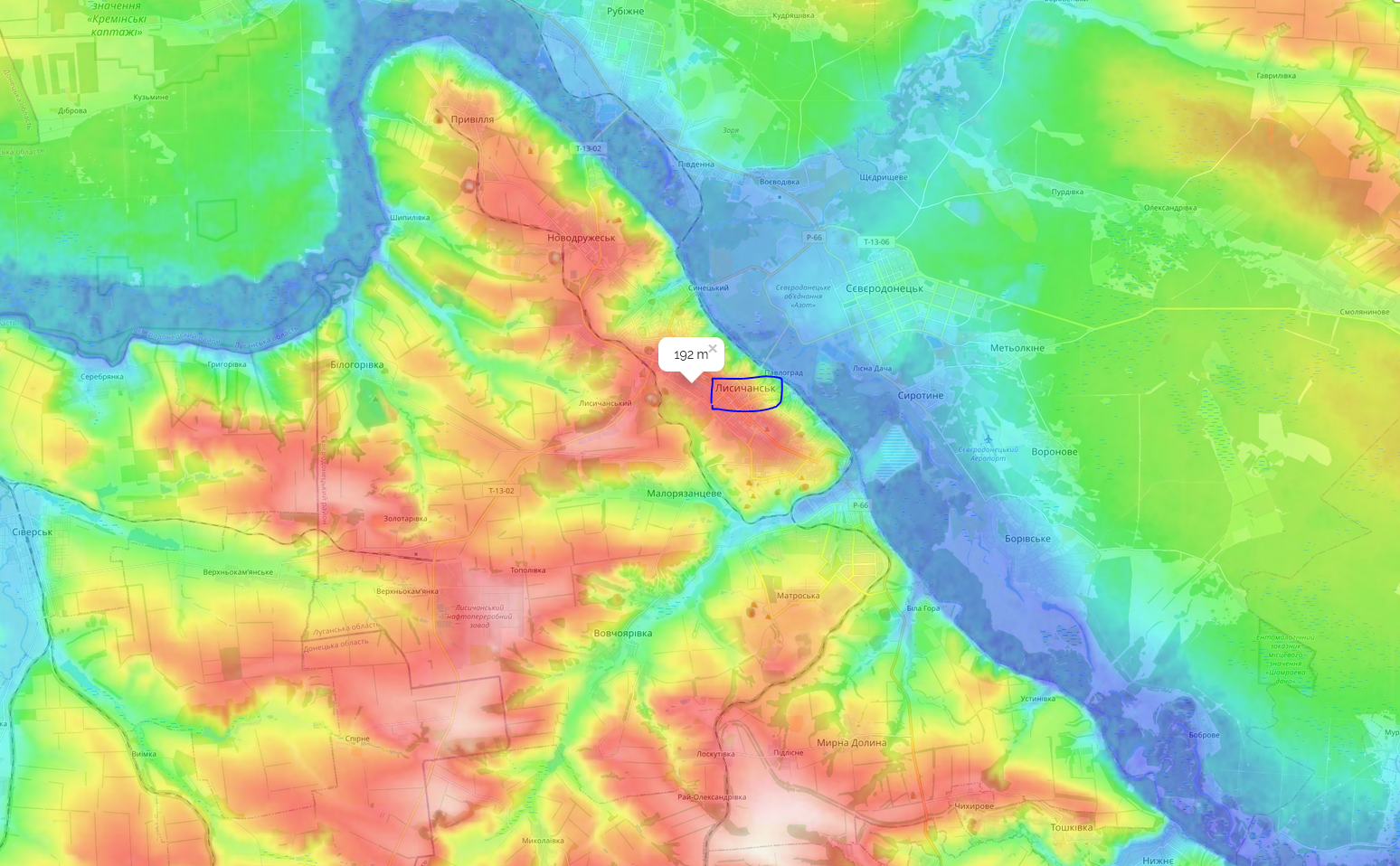
Relief autour de la ville de Lyssytchansk

Selon eux, les Ukrainiens auraient perdu 150 soldats, tués au cours de la bataille de Lyssytchansk seulement. Néanmoins, aucune information sur les pertes russes n'est donnée.